# 台湾棋院杯プロ囲棋戦
台湾棋院杯プロ囲棋戦（たいわんきいんはいプロいきせん、台灣棋院盃職業圍棋賽）は、台湾の囲碁の棋戦。2002年から2005年まで4期行われた。後継棋戦は王座戦。
- 主催 台湾棋院
- 優勝賞金 25万元

第4期優勝者周俊勲は、第1期王座戦でリーグ優勝者の挑戦を受けた。

## 方式
- 9人のリーグ戦により、前年の優勝者への挑戦者を決定する。挑戦手合は五番勝負。
- リーグ戦は上位3名が次期シード。
- 持時間は、リーグ戦・挑戦手合は各3時間、残り5分から秒読み。
- コミは6目半。

## 歴代優勝者と決勝戦
（左が優勝者）
1. 2002年 林至涵（リーグ戦7-1、同率決戦により2位周俊勲）
2. 2003年 林至涵 3-0 陳永安
3. 2004年 周俊勲 3-0 林至涵
4. 2005年 周俊勲 3-0 林至涵